# Kvalsund
Kvalsund (tiếng Bắc Sami: Fálesnuorri, tiếng Kven: Valasnuora) là một thành phố và khu tự quản thuộc hạt Finnmark của Na Uy. Khu tự quản Kvalsund thuộc hạt Finnmark. Khu tự quản này có diện tích 1844 km2, dân số năm 2004 là 1093 người. Thủ phủ đóng tại Kvalsund.
Kvalsund được tách ra từ thành phố Sørøysund vào ngày 01 tháng 7 năm 1869.
Cầu Kvalsund (Kvalsundbrua) là một cây cầu treo qua Kvalsundet từ đất liền ra đảo Kvaløya.
Từ năm 2007, thị trưởng của Kvalsund là Tor Arvid Myrseth, người đại diện đảng Dân chủ Xã hội Kvalsund.